# Hornsyld
Hornsyld is een plaats in de Deense regio Midden-Jutland, gemeente Hedensted, en telt 1644 inwoners (2008).